# 兜沙經
《兜沙經》，大乘佛教經典，後漢支婁迦讖譯，為現存《華嚴經》的最早譯本，相當於大本《華嚴經》中如來名號品與光明覺品的部份。學者認為它是大本《華嚴經》的雛形。

## 歷史
最初傳譯本中沒有譯者姓名，經道安考訂為支婁迦讖所譯。